# Бубакар Камара
Бубакар Камара (фр. Boubacar Kamara, нар. 23 листопада 1999, Марсель) — французький футболіст сенегальського походження, захисник клубу «Астон Вілла» та збірної Франції.

## Клубна кар'єра
Народився 23 листопада 1999 року в місті Марсель. Вихованець футбольної школи клубу «Марсель».
У дорослому футболі дебютував 2016 року виступами за команду «Олімпік-2» (Марсель), в якій провів два сезони, взявши участь у 27 матчах чемпіонату. 
До складу основної команди клубу «Марсель» приєднався 2017 року. Перший матч на професіональному рівні провів на рік раніше, 13 грудня 2016, коли Руді Гарсія виставив 17-річного гравця дубля Камара на матч кубку ліги проти «Сошо». Провівши сезон 2017/18 переважно в статусі запасного опорного півзахисника, влітку 2018 Камара завоював місце в основному складі на позиції центрального захисника. У сезоні 2018/19 провів за команду з Марселя 36 матчів у всіх змаганнях та забив перший гол на професіональному рівні (5 лютого 2019 у ворота «Бордо»).

## Виступи за збірні
У 2015 році дебютував у складі юнацької збірної Франції. Протягом 2015–2019 років узяв участь у 39 іграх на юнацькому рівні.
2019 року дебютував у складі молодіжної збірної Франції. Станом на 11 грудня 2019 провів 5 матчів у команді U-21.

## Статистика виступів

### Статистика клубних виступів
| Сезон             | Команда           | Чемпіонат         | Чемпіонат | Чемпіонат | Національний кубок | Національний кубок | Національний кубок | Континентальні кубки | Континентальні кубки | Континентальні кубки | Інші змагання | Інші змагання | Інші змагання | Усього | Усього | Усього |
| Сезон             | Команда           | Ліга              | Ігор      | Голів     | Ліга               | Ігор               | Голів              | Ліга                 | Ігор                 | Голів                | Ліга          | Ігор          | Голів         | Ігор   | Голів  |        |
| ----------------- | ----------------- | ----------------- | --------- | --------- | ------------------ | ------------------ | ------------------ | -------------------- | -------------------- | -------------------- | ------------- | ------------- | ------------- | ------ | ------ | ------ |
| 2016–17           | «Марсель»         | Л1                | 0         | 0         | КФ+КЛ              | 0+1                | 0                  |                      | -                    | -                    |               | -             | -             | 1      | 0      |        |
| 2017–18           | «Марсель»         | Л1                | 6         | 0         | КФ+КЛ              | 2+0                | 0                  | ЛЄ                   | 6                    | 0                    |               | -             | -             | 14     | 0      |        |
| 2018–19           | «Марсель»         | Л1                | 31        | 1         | КФ+КЛ              | 0+0                | 0                  | ЛЄ                   | 5                    | 0                    |               | -             | -             | 36     | 1      |        |
| 2019–20           | «Марсель»         | Л1                | 24        | 1         | КФ+КЛ              | 3+1                | 1+0                |                      | -                    | -                    |               | -             | -             | 28     | 2      |        |
| Усього за кар'єру | Усього за кар'єру | Усього за кар'єру | 61        | 2         |                    | 7                  | 1                  |                      | 11                   | 0                    |               | -             | -             | 79     | 3      |        |